# Wesselbach (Hagen)

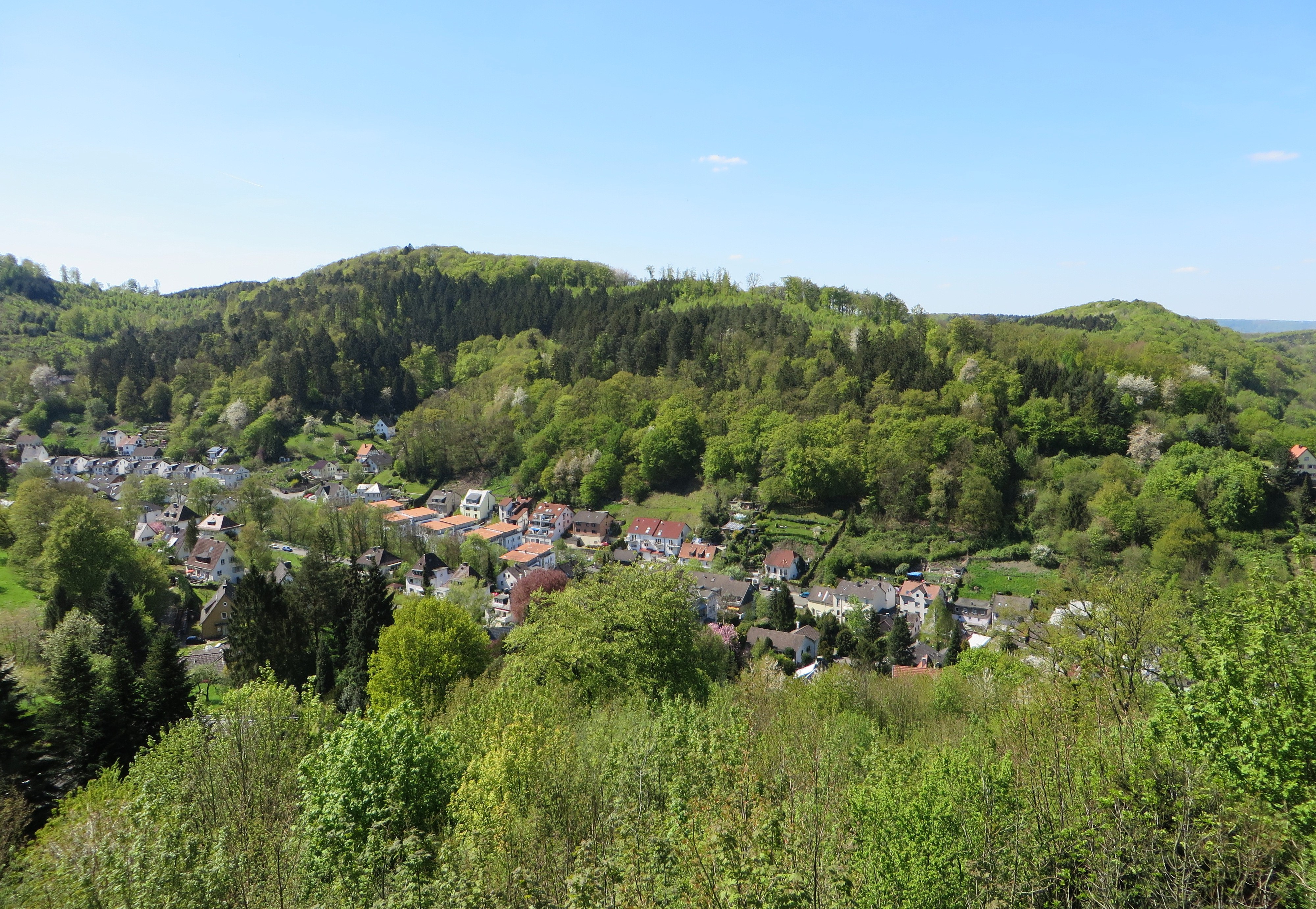
Blick auf das Wesselbachtal

Wesselbach ist ein Ortsteil des Stadtbezirks Hohenlimburg der Stadt Hagen. Er bildet zusammen mit Hohenlimburg-Zentrum einen Statistischen Bezirk. Am 31. Dezember 2018 lebten 3365 Einwohner im Wohnbezirk Hohenlimburg-Zentrum/Wesselbach.

## Geografie
Der Ortsteil liegt linksseitig der Lenne, südlich der Hohenlimburger Innenstadt. Namensgebend ist der Wesselbach, der selbst im Süden auf dem Gebiet des Hagener Stadtteils Dahl entspringt. Eingangs des langgestreckten Wesselbachtals befindet sich östlich auf dem Schlossberg das Schloss Hohenlimburg und weiter südlich auf der bewaldeten Höhe das große Landschaftsschutzgebiet Stoppelberg. Westlich des Tals befindet sich auf der Höhe ab dem Wasserturm das große bewaldete Landschaftsschutzgebiet Egge mit der Wall- und Grabenanlage Franzosenschanze am Piepenbrink (301 m). Hauptverbindungen im Wesselbachtal sind Wesselbachstraße und Neuer Schloßweg. 
Der Wesselbach floss früher völlig frei bis zur Mündung in die Lenne, wurde aber später teilweise und ab der Wesselbachstraße 11 danach vollständig in Richtung Lenne verrohrt. Ausgehend durch das sich in Vorzeiten häufig verändernde Bachbett kann heute die Namensdeutung des Wortes Wessel, abstammend vom germ. wihsla, mit Wechsel, winden umschrieben werden.

## Geschichte

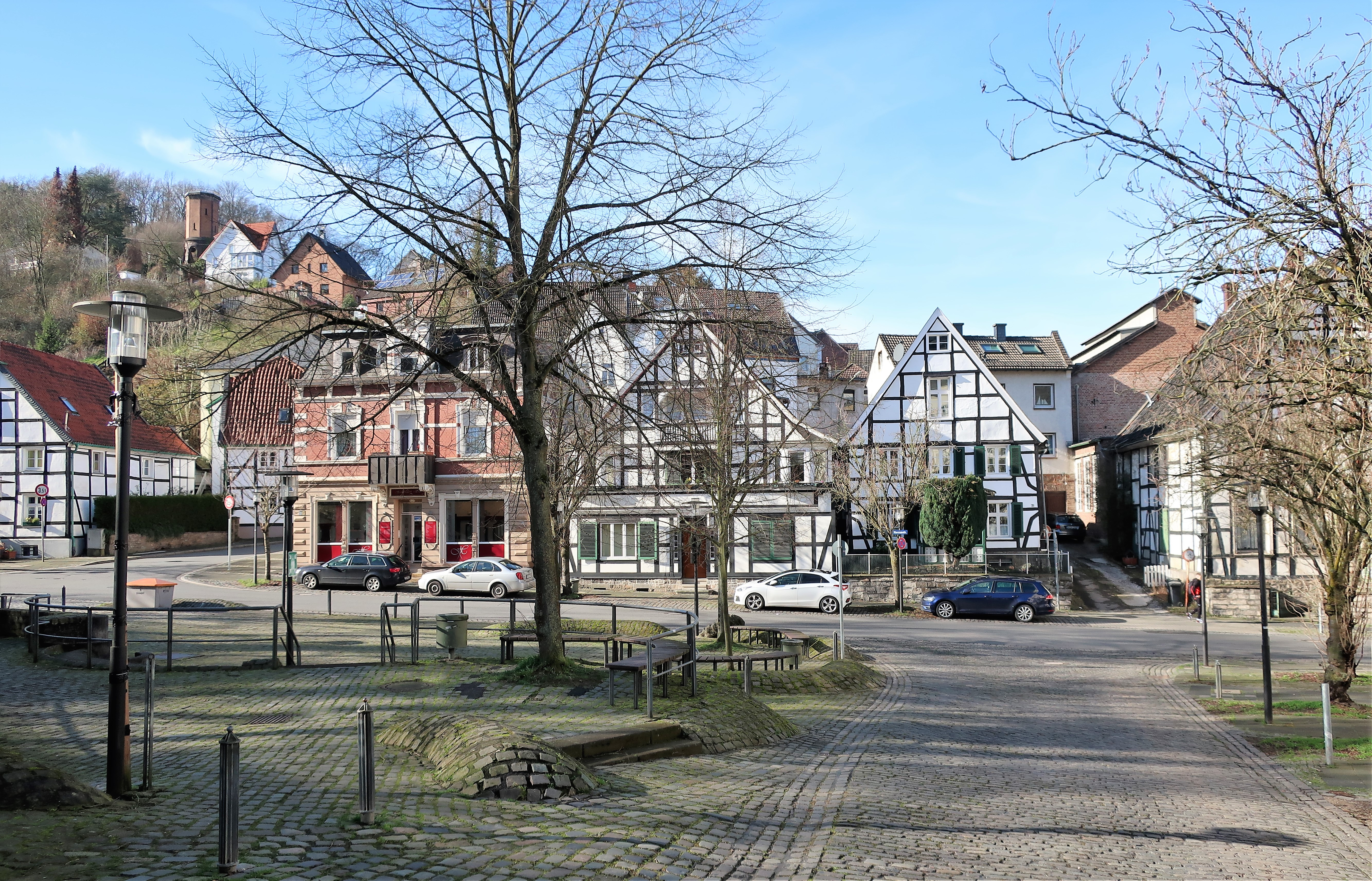
Platz der 7 Kurfürsten, am Eingang zum Wesselbachtal

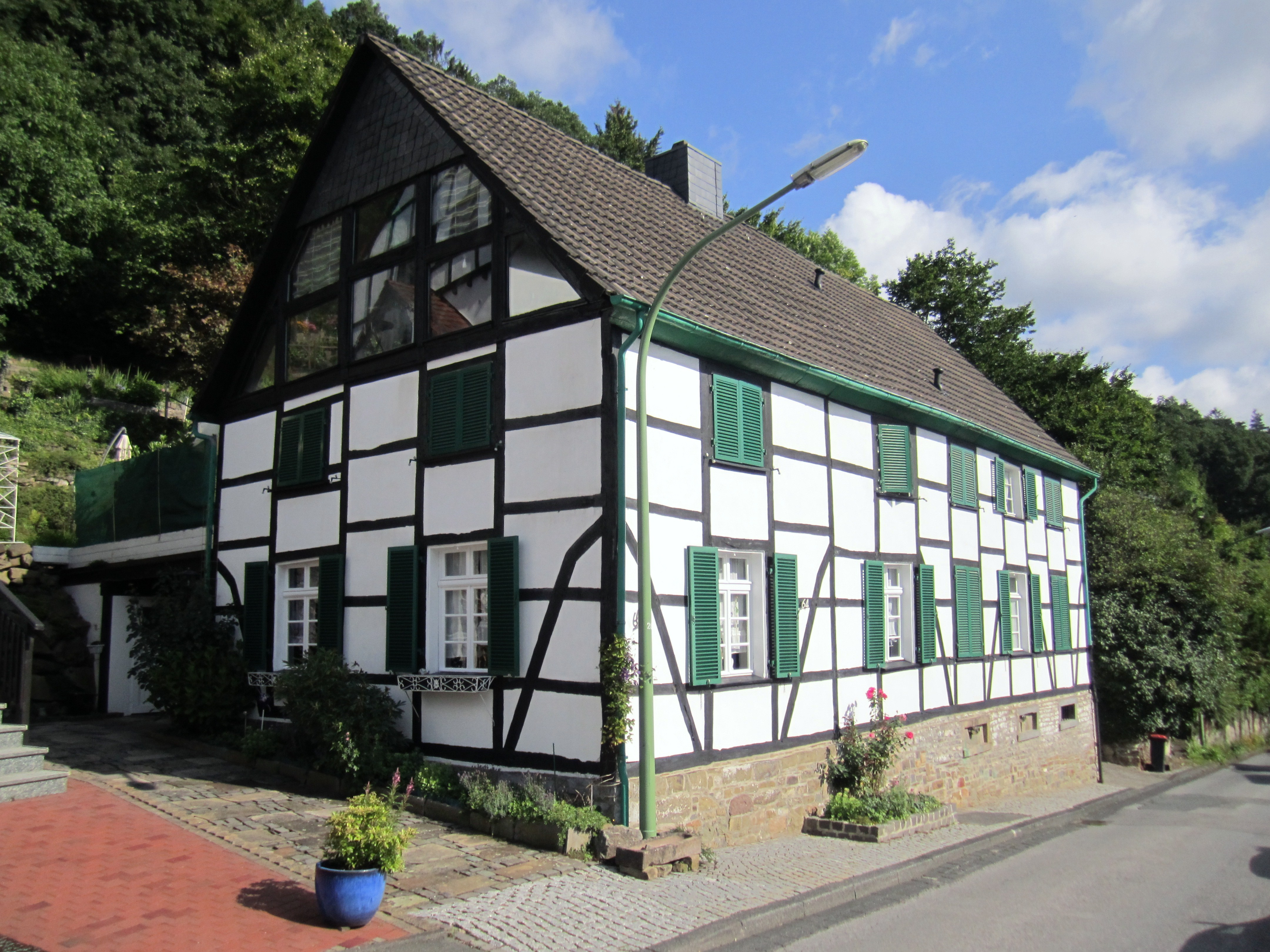
Ehemalige Blaufärberei Steltmann

Graf Dietrich I. von Altena-Isenberg ließ die auf einem Bergsporn oberhalb des Lennetals liegende Limburg um oder kurz nach 1240 errichten. Sie entwickelte sich im Verlauf des 13. Jahrhunderts zur Residenz der Stammlinie dieses Grafenhauses und war auch die Keimzelle der Grafschaft Limburg. Urkundlich wurden seit 1243 Burgmannen erwähnt; nach mehreren Nachrichten waren es sieben an der Zahl. Ihre Wohnungen lagen anfangs größtenteils innerhalb der Schlossmauern, wurden aber 1612, nach Zerstörung der „Freiheit Limburg“ durch Brandschatzung und Eroberung der Burg Limburg 1584 im Kölnischen Krieg, mit Genehmigung des ersten Grafen aus dem Hause Bentheim Konrad Gumprecht unten im Tal des Wesselbachs neu erbaut, wo man auch heute noch die Wohnstätten der im Volksmund sogenannten „Sieben Kurfürsten“ zum Teil erblickt. Das heute älteste Haus im Wesselbachtal, die ehemalige gräflich-limburgische Zehntscheuer, das vor 1584 erbaute Fachwerkhaus Hengstenberg Alter Schloßweg 4, überstand damals als einziges Haus der „Freiheit Limburg“ den Brand von 1584.
Am 29. Mai 1610 endete die 26-jährige Besatzung Limburgs und erweckte das Wesselbachtal zu neuem Leben. Neben dem Bau der Burgmannenhäuser im Jahr 1612 werden 1619 auch mehrere Drahtrollen im Wesselbachtal erstmals erwähnt. Wie die Feindrahtrolle von Richter Wessel Lappenberg. Er zahlte 1619 an das Haus Limburg ein jährlich zu entrichtendes Flussgeld von vier Goldgulden und gilt als „Urvater“ der thyssenkrupp Hohenlimburg GmbH (Bandstahl-Warmwalzwerk) im Ortsteil Oege.
Später gab es ab dem 17./18. Jahrhundert auch die Feindrahtrollen von Boecker-Holtheuer in der Arche oder die des Karl Friedrich Ribbert. Eine Blaufärberei/Leinenweberei betrieb die Familie Steltmann in der oberen Wesselbach.
Im Dreißigjährigen Krieg diente von Dezember 1633 bis Oktober 1636 Schloss Hohenlimburg einem Teil der kaiserlichen Kavallerie unter dem Generalfeldwachtmeister Lothar von Bönninghausen als Stützpunkt. Von dem aus die Soldaten immer wieder in das Umland ausrückten, um Plünderungen, Kontributionen, Steuerexekutionen durchzuführen und Geiseln zu nehmen, um Lösegeld zu erpressen. Zudem brannten im Schloss durch Verschulden der Besatzung Verwaltungs- und Wirtschaftsgebäude und der historische Halbturm nieder. Die meisten Drahtrollen im Nahmer- und Wesselbachtal lagen in dieser Zeit wüst. Zu all dem Unglück fiel in den Jahren 1635/36 auch noch ein großer Teil der Bevölkerung in der gesamten Region einer besonders schweren Pestepidemie zum Opfer.
Im Dezember 1760 während des Siebenjährigen Krieges erfolgte für rund zwei Jahre die Besetzung der Schlossanlage durch französische Truppen, die von hier aus das Umland überwachten. Ein Angriff alliierter Truppen (Hannoveraner und andere) im Jahr 1762 konnte abgewehrt werden, das Schloss dabei aber schwer beschädigt. Außerdem kam es unterhalb des Schlossberges in dieser Zeit zu ausgiebigen Plünderungen französischer und alliierter Soldaten im Nahmer- und Wesselbachtal, Limburg, Elsey und dem Kloster Elsey. Nach dem Ende des Krieges erhielt daraufhin Graf Moritz Kasimir I. von Bentheim-Tecklenburg die Reparaturkosten für die Schäden an seinem Schloss und eine Ausgleichszahlung von Preußen erstattet. Der große Teil der vom Krieg betroffenen Einwohner von Limburg ging hingegen leer aus. Sie erhielten weder eine Rückerstattung der von Soldaten erpressten Gelder, noch einen Ersatz für die geplünderten Güter oder sonstigen Lasten.
Eine größere Industrialisierung begann im Wesselbachtal mit dem Kaltwalzwerk H. W. Boecker (gegr. 1827, Konkurs 1974, heute Handwerkerhof). Im Jahr 1851 mit der Firma Carl Kritzler, Drahtzieherei und Kaltwalzwerk (Betrieb Anfang 1970er Jahre eingestellt) und der Friedrich Gustav Theis Kaltwalzwerke GmbH (gegr. 1910 im Wesselbachtal, in den 1980er Jahren nach Hagen-Fley verlagert, 2017 von der Waelzholz Gruppe übernommen). Einzig am Eingang zum Wesselbachtal besteht auch heute noch die 1831 gegründete Drahtweberei C. M. Pieper & Comp. an der Herrenstraße.

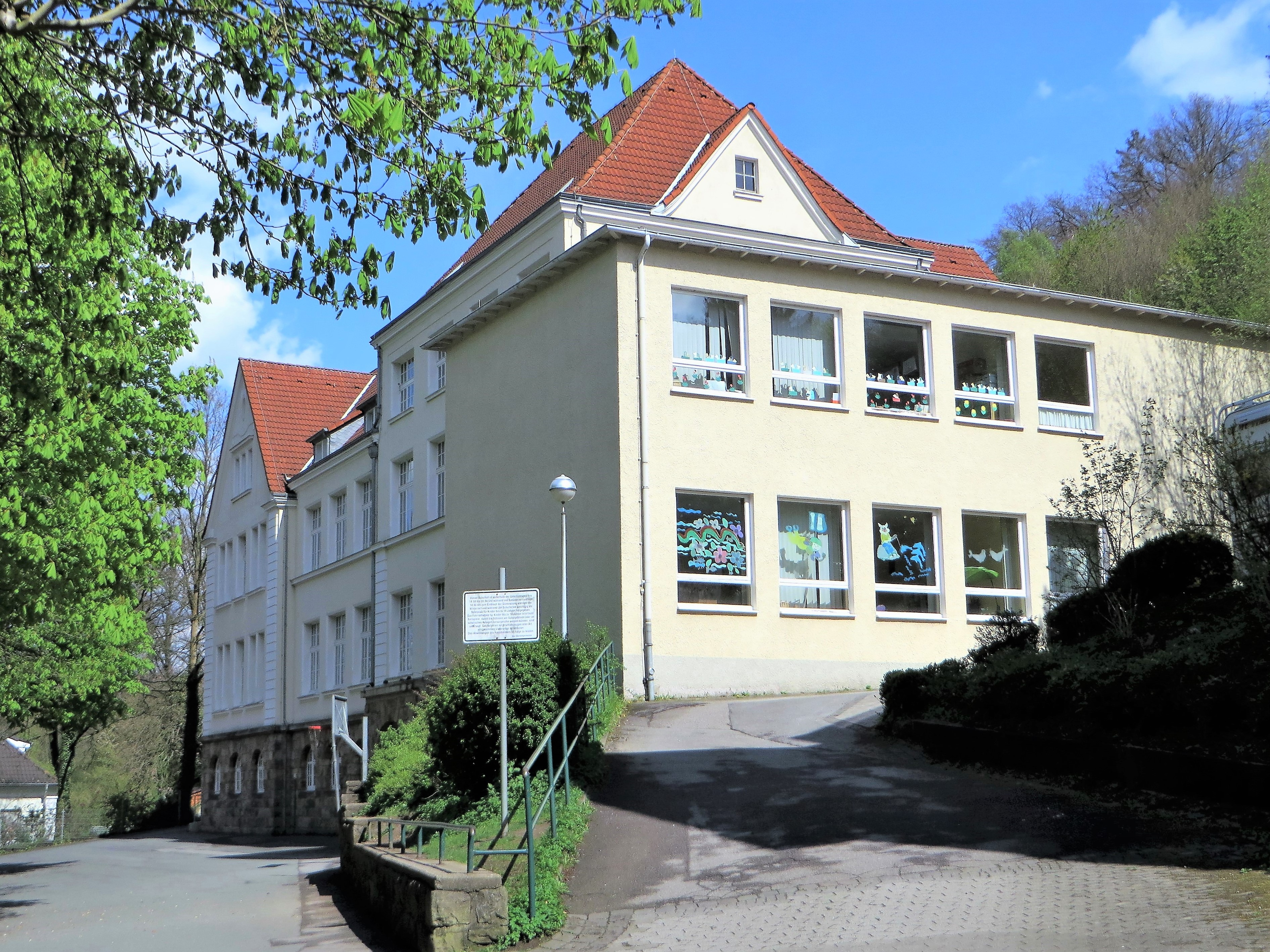
Katholische Wesselbachschule

In der NS-Zeit gab es ab 1941 in der Firma Theis ein Ausländerlager mit 24 Ostarbeitern und 15 sowjetischen Kriegsgefangenen. Gegen Ende des Zweiten Weltkrieges befand sich im Schloss am 15. April 1945 ein Lazarett der deutschen Wehrmacht mit einem Bestand von 76 Verwundeten und 18 Kranken.
Nach dem Abriss der beiden Kaltwalzwerke Theis und Kritzler und der Sanierung des lange Zeit brachliegenden Geländes wurde es ab 1996 zur Wohnbebauung freigegeben.
Mitte des 20. Jahrhunderts gab es in der Wesselbach noch die Autotransporte Breer und Becker, das Fuhrgeschäft Wahlmann, Lebensmittel Camphausen, Bäckerei Grobe, Metzgerei Biendara, zwei Tante Emma Läden und drei Gaststätten. Im Laufe der Zeit alles verschwunden ist die Wesselbach heute ein Wohntal mit mehr als 2000 Bewohnern.
Die 1870 erbaute Alte Synagoge befindet sich in der Jahnstraße 46. Heute Mahn- und Gedenkstätte der Stadt Hagen. Das älteste noch erhaltene Schulgebäude Alt-Limburgs, die ehemalige einklassige Volksschule und Wohnhaus des Lehrers Thiel, steht in der Wesselbachstraße 22. Die Katholische Grundschule Wesselbach, Neuer Schloßweg 15, wurde 1908 erbaut. Ein zweigeschossiger Anbau 1976 errichtet. In der Wesselbachstraße 93 gibt es das im Jahr 1961 eröffnete AWO Martha-Müller-Seniorenzentrum. 
Der „Bürgerverein Wesselbach e. V.“ wurde am 8. August 1990 gegründet. Der Verein engagiert sich im Ortsteil und legte u. a. eine Parkanlage mit Spielplatz und Obstwiese an und betreibt an der Schloßsüdwand einen 2005 angelegten kleinen Weinberg. Ein Kräutergarten wurde 2006 am Bergfried angelegt und nördlich vom Schloss eine Streuobstwiese.
In der Nacht vom 13. auf den 14. Juli 2021 kam es in der Wesselbach ebenso wie etwa in der östlich gelegenen Nahmer zu Überschwemmungen aufgrund eines Starkregens.

## Persönlichkeiten
- Moritz Casimir I. von Bentheim-Tecklenburg (* 8. März 1701 in Hohenlimburg; † 2. Juni 1768 in Rheda), war regierender Graf von Tecklenburg, Graf von Limburg und Herr zu Rheda.
- Moritz Casimir II. von Bentheim-Tecklenburg (* 12. September 1735 in Hohenlimburg; † 4. November 1805 in Rheda), war regierender Graf von Tecklenburg, Graf von Limburg und Herr zu Rheda.
- Viola Hallman (* 8. Dezember 1944 in Hohenlimburg; † als Viola Christa von Hohenzollern am 22. Dezember 2012 in Atlantis/USA), war eine deutsche Unternehmerin in der Schwermetallbranche.